# Hemigrammus pulcher
Hemigrammus pulcher е вид лъчеперка от семейство Харациди (Characidae).

## Разпространение
Видът е разпространен в Перу.